# Puente de la Arrábida
El puente de la Arrábida (en portugués: Ponte da Arrábida) es un puente que cruza el río Duero, en Portugal, uniendo la ciudad de Oporto —por la zona de la Arrábida— con Vila Nova de Gaia.
Es uno de los seis puentes existentes en la ciudad de Oporto. Desde la década de 1930 era necesario crear alternativas a los viejos puentes de María Pía y Don Luis para responder al creciente flujo de circulación de coches de esta zona.
En el momento de su construcción en 1963, constituyó el mayor puente de arco de hormigón armado del mundo. La longitud total de su plataforma es 614,6 m y tiene una anchura de 26,5 m. Su vano es de 270 m y 52 m de eje, este arco constituido por dos nervaduras huecas paralelas, 8m de ancho conectados por reforzamientos longitudinales y transversales.
El ingeniero responsable de su diseño y construcción fue Edgar Cardoso Antonio Mesquita que contó con la colaboración del arquitecto Ignacio Fernandes Peres y el ingeniero José Francisco de Azevedo e Silva.
El 23 de mayo de 2013 fue declarado como monumento nacional.